# 충청남도체육회
충청남도체육회(忠淸南道體育會, Chungcheongnam-do Sports Council)는 충청남도의 학교체육 및 생활 체육의 진흥, 시민 건강과 체력 증진, 여가 선용 및 복지 향상 등을 위하여 대한체육회 산하에 설치된 기관이다.
체육회장은 총회에서 충청남도지사를 추대하거나, 회장선출기구에서 선출한다.

## 연혁
- 1927년 3월: 충청남도체육회 설립
- 1989년 1월: 대전직할시체육회 분리
- 2012년 7월: 세종특별자치시체육회 분리
- 2016년 2월: 충청남도생활체육회와 통합
- 2020년 1월: 김덕호 체육회장(민선1기) 취임
- 2021년 6월: 특수법인 충청남도체육회 출범

## 조직
회장
- 사무처
  - 기획조정부
    - 기획조정팀
    - 운영지원팀
    - 단체지원팀
    - 걷쥬 TF팀

  - 체육진흥부
    - 체육진흥팀
    - 전문체육팀
    - 대회운영팀
    - 충남스포츠과학센터

### 지부
- 계룡시체육회
- 공주시체육회
- 논산시체육회
- 당진시체육회
- 보령시체육회
- 서산시체육회
- 아산시체육회
- 천안시체육회
- 금산군체육회
- 부여군체육회
- 서천군체육회
- 예산군체육회
- 청양군체육회
- 태안군체육회
- 홍성군체육회